# عادل وير
عادل وير (بالإنجليزية: Adel Weir)‏ هي لاعبة الاسكواش جنوب أفريقية، ولدت في 29 أكتوبر 1983 في Evander, South Africa ‏ في جنوب أفريقيا.

## وصلات خارجية
- عادل وير على موقع SquashInfo.com (الإنجليزية)